# Open payment
Pour les articles homonymes, voir OPI.
L'Open Payment est un système permettant aux voyageurs de transport en commun de payer leur trajet par un moyen de paiement sans contact, tel qu'une carte bancaire ou un smartphone.

## Historique
L'Open Payment Initiative, ou O.P.I., est un projet de standardisation de protocole de paiement et des terminaux de transfert de fonds électroniques. En 1995, le consortium du web, le W3C, ainsi que l'institut de recherche CommerceNet ont annoncé leur projet de développer un protocole de négoce multi-industrie pour le paiement sur internet.
En 2021, il existe 300 projets d’Open Payment dans le monde (Londres, Milan, Sydney, Moscou, Los Angeles…).

### Au Royaume-Uni
La première utilisation du paiement sans contact dans les transports publics a lieu à Londres lors des Jeux Olympiques de 2012. L'objectif est de faciliter l'usage des moyens de transport par les touristes et les voyageurs occasionnels britanniques. Ils ne sont plus confrontés aux files d'attente aux distributeurs automatiques de titres de transport, aux barrières linguistiques ainsi qu'à la complexité du système de tarification du réseau de transports.
En 2019, 55% des paiements encaissés par la régie de transports londonienne sont réalisés en Open Payment, dont 13% par mobile (Apple Pay, Google Pay, ...). Elle souhaite à terme permettre d'appliquer une logique plus avancée dans les tarifs appliqués. L'utilisation d'un compte personnel permettrait de prendre en compte par exemple les réductions auquel ont droit les voyageurs en fonction de son âge.

### En France
Le système basé sur le paiement sans contact suppose que l'utilisateur possède par exemple une carte de paiement équipée de cette fonctionnalité. Là où les européens effectuaient la moitié de leurs paiements par sans contact en 2018, les Français ne l'utilisent que pour 25% des achats. Le système est progressivement mis en place en France depuis 2018, mais, par la suite, la pandémie de Covid-19 a démocratisé l'utilisation des cartes sans contact, représentant 39% des achats en 2020. Ainsi, plusieurs métropoles françaises (tel que Lyon, Bordeaux, Rennes ou Grenoble) le déploient à grande échelle en 2021.
En mars 2021, il existe en France 11 projets d’Open Payment qui ont abouti à un lancement dans des collectivités. Les validateurs devant être adaptés, la mise en place est souvent incorporée au renouvellement périodique du système billettique. Alternativement, la mise en place de validateurs séparés est possible, mais couteuse. En 2021, son utilisation représente environ 20% des voyages à Dijon ainsi qu'à Lens.
La mise en place dans le réseau d'Ile-de-France n'est pas encore effectuée, notamment à cause du coût de changement des validateurs, ainsi que de la complexité de l'offre tarifaire existante.

## Fonctionnement
Le système permet notamment aux usagers ponctuels d'éviter l'achat de tickets en amont du voyage. Ils peuvent payer directement lors du voyage, sans acheter de titre de transport physique. Les cartes bancaires sans contact (standard EMV) peuvent être utilisées, ainsi que par d'afférents moyens de paiement mobile (tel que les smartphones avec Apple Pay, Google Pay ou Samsung Pay, ou les montres avec Fitbit Pay ou Garmin Pay). Lorsqu'un contrôleur se présente, la carte sans contact tient lieu de titre de transport.
Certains opérateurs permettent des fonctionnalités supplémentaires, telles que l'optimisation tarifaire. À compter d'un certain nombre de voyages accomplis avec la même carte dans un délai donné, l'utilisateur bénéficie d'un tarif préférentiel. Un ticket "voyage journée" peut par exemple être appliqué, devenant plus avantageux que de multiples titres unitaires. À Dijon, la métropole a plafonné à 3,90 euros le montant maximum facturé par jour, soit l'équivalent de trois trajets unitaires d'1h à 1€30.
De plus, certains projets introduisent la multi-validation, permettant de payer le voyage de plusieurs personnes avec une unique carte bancaire. De même, des propositions de multimodalité (pratiquée notamment à Dijon, Amiens et Brest) met en valeur la complémentarité entre divers modes de transport, tel que l'utilisation gratuite d'un parking-relais lors du voyage en transports en commun.